# Francisco dos Santos Pinto Teixeira
Francisco dos Santos Pinto Teixeira ComC • OA • ComIC • GOMAI (Lisboa, 18 de outubro de 1887 — Lisbos, 10 de maio de 1983), conhecido por Francisco Pinto Teixeira ou Pinto Teixeira, foi um engenheiro militar do Exército Português, político e empresário que se distinguiu na administração colonial de Moçambique, onde foi Director dos Serviços dos Portos, Caminhos de Ferro e Transportes da Colónia de Moçambique, Secretário Provincial e presidente da Câmara Municipal de Lourenço Marques.

## Biografia
Oficial da arma de Engenharia do Exército Português, onde alcançou o posto de major, prestou serviço em várias escolas de oficiais, em França, e no Sul de Angola.
Em Angola, realizou vários estudos sobre os problemas ferroviários e portuários da região Sul naquela província, que foram aproveitados nas resoluções relativas aos caminhos de ferro, para um Plano de Fomento.
Fixou-se em Lourenço Marques, cidade onde desempenhou as funções de Secretário Provincial de Moçambique e Presidente da Câmara Municipal de Lourenço Marques, posição pela qual recebeu, por serviços distintos, uma Medalha de Ouro daquela instituição.
Como Presidente da Câmara Municipal de Lourenço Marques notabilizou-se por ter contribuído, durante o seu mandato, para o desenvolvimento daquela cidade, tendo, entre outras acções, instituído um sistema de transporte público, construído o novo edifício da Câmara Municipal e um matadouro, melhorado o saneamento público e os serviços de fornecimento de água e electricidade, e criado vários bairros para os indígenas.
Assumiu, igualmente, a função de director nos Serviços dos Portos, Caminhos de Ferro e Transportes de Moçambique, conseguindo unificar a administração daquelas entidades, e director da Administração Geral da Companhia dos Caminhos de Ferro Portugueses, posição pela qual recebeu vários louvores. Também foi director dos Caminhos de Ferro de Moçambique, cargo pelo qual ficou conhecido por ter evitado, através da reorganização das operações desta empresa, vários despedimentos durante a crise económica resultante da Segunda Guerra Mundial, protegido os funcionários contra uma redução geral de vencimentos em 1933, iniciado, em Maio de 1935, a construção da Linha do Limpopo, defendido a passagem da operadora Beira Railways para a gestão do estado, e promovido o desenvolvimento das operações ferroviárias na cidade da Beira; promoveu, igualmente, nesta província, a formação da Direcção Geral dos Caminhos de Ferro e Portos.
Ficou, igualmente, conhecido por ter instituído e dirigido os Serviços dos Portos, Caminhos de Ferro e Transportes de Moçambique, e por ter fundado a Divisão de Exploração de Transportes Aéreos de Moçambique, antecessora da companhia das Linhas Aéreas de Moçambique.
Tornou-se, a 15 de Outubro de 1952, inspector superior do Fomento de Ultramar. Em 1966, já se encontrava aposentado.

### Homenagens
O seu nome foi atribuído ao primeiro arruamento da localidade de Nampula, em Moçambique, a Avenida Pinto Teixeira, devido ao impulso que deu à criação e desenvolvimento de núcleos populacionais ao longo das vias férreas neste país. Também nesta localidade, o Pavilhão dos Desportos Ferroviários recebeu o nome de Pavilhão dos Desportos Engenheiro Pinto Teixeira. A povoação de Mabalane declarou-o o seu patrono, tendo alterado a sua denominação para Vila Pinto Teixeira, e construído um monumento em sua honra; o seu nome foi, igualmente, atribuído ao largo junto à Estação da cidade da Beira. Recebeu, em 1954, a Medalha de Bons Serviços da Câmara Municipal de Lourenço Marques, e o título de cidadão honorário, e, em 1962, a Medalha de Ouro, pela sua obra como presidente da autarquia.
A 5 de Outubro de 1926 foi feito Oficial da Ordem Militar de São Bento de Avis, a 8 de Dezembro de 1939 foi feito Comendador da Ordem Militar de Nosso Senhor Jesus Cristo, a 10 de Novembro de 1942 foi feito Comendador da Ordem do Império Colonial e a 28 de Dezembro de 1949 foi feito Grande-Oficial da Ordem Civil do Mérito Agrícola e Industrial Classe Industrial.

## Publicações
- Francisco Santos Pinto Teixeira, «Estado actual dos transportes da colónia de Moçambique». Boletim Geral das Colónias, Ano 23.º, n.º 264 (Janeiro de 1947), p. 14-39.